# Vostan
Vostan és un municipi de la província armènia de l'Airarat. No s'ha de confondre amb la ciutat d'Ostan, també escrit Vostan (Ոստան), avui a Turquia.
Limita al nord amb el Kotaiq; a l'est, amb el Gelarquniq (Siunia); a l'oest, l'Araxes que el separa del Masiatsun; i al sud l'Urtsadzor.